# Сухоруков Олександр Миколайович
Олександр Миколайович Сухоруков  (рос. Александр Николаевич Сухоруков, 22 лютого 1988) — російський плавець, олімпійський медаліст.

## Виступи на Олімпіадах
| Олімпіада  | Дисципліна                            | Місце |
| ---------- | ------------------------------------- | ----- |
| Пекін 2008 | плавання на 200 метрів вільним стилем | 19T   |
| Пекін 2008 | естафета 4 × 200 вільним стилем       | 2     |